# Šport u 1904.
◄◄ | ◄ | 1901. | 1902. | 1903. | 1904.  | 1905. | 1906. | 1907. | ► | ►►
Arhitektura • Astronomija • Biologija • Film • Fotografija • Glazba • Kazalište • Kemija • Kiparstvo • Knjige • Književnost • Kršćanstvo • Meteorologija • Medicina • Planinarstvo • Politika • Pravo • Promet • Slikarstvo • Strip • Šport • Televizija • Znanost • Zrakoplovstvo • Željeznički promet
Šport u 1904.

## Svijet

### Osnivanja
- KV Mechelen, belgijski nogometni klub
- KV Oostende, belgijski nogometni klub
- Hull City A.F.C., engleski nogometni klub
- OGC Nice, francuski nogometni klub
- S.L. Benfica, portugalski nogometni klub

## Hrvatska i u Hrvata

### Rođenja
- 11. travnja – Vilim Messner, [hrvatski atletičar († 1988.)
- 5. prosinca – Stjepan Prauhardt, hrvatski športski strijelac († 1983.)

## Vanjske poveznice
|  | Zajednički poslužitelj ima još gradiva o temi Šport u 1904. |